# Pierre-Emerick Aubameyang
Pierre-Emerick Emiliano François Aubameyang (Laval, 1989. június 18. –) gaboni válogatott labdarúgó, csatár. A francia élvonalbeli Olympique Marseille játékosa. 2015-ben az év afrikai labdarúgója.

## Pályafutása
Aubameyang 2007 januárjában csatlakozott a Milan junior csapatához. Augusztusban a csapatával negyedik lett a Malajziában megrendezett Junior bajnokok kupáján. Hat mérkőzésen hét gólt szerzett, és ezzel elnyerte a Roberto Bettega díjat. Később kölcsönben játszott a francia Dijon, Lille és a Monaco csapatában is, ahol megtapasztalhatta, milyen a felnőtt csapatban játszani. 2011-ben kölcsönben a Saint-Étiennebe igazolt. A vezetők megelégedtek a teljesítményével, így 2011 decemberében leszerződtette a csapat. Három szezont töltött a csapatban, összesen 96 tétmérkőzésen 41 gólt szerzett. Vezéregyénisége volt a csapatnak. 2013 júliusában a német Borussia Dortmund csapatához igazolt. Ötéves szerződést írt alá. Rögtön az első Bundesliga mérkőzésén mesterhármast szerzett az FC Augsburg ellen. Első szezonjában összesen tizenhárom gólt szerzett a bajnokságban. Az első két szezonjában két szuperkupa-győzelmet szerzett csapatával, az igazi áttörést azonban a 2015- 2016-os szezon jelentette, a szezon őszi, első felében 17 mérkőzésen 18 gólt szerezve vezette a Bundesliga góllövőlistáját, és számos európai nagycsapat figyelmét felkeltette, Afrikában pedig az év játékosának választották. 2022. május 19-én Patrick-Emerick Aubameyang 73 válogatott meccs és 30 lőtt gól után hivatalosan bejelentette visszavonulását.

### Arsenal
2018. január 31-én klubrekordot döntve ötvenhat millió fontért az londoni együtteshez igazolt.

#### 2017–18-as szezon
Február 3-án góllal mutatkozott be az együttesben, a Premier League 2017/18-as idényének; 26. fordulójában az Everton elleni 5–1-s hazai bajnokin.
Február 25-én lépett pályára először az Angol Ligakupában, a Manchester City elleni döntőn, amit 3-0-ra elveszítettek.
Március 4-én szerezte első idegenbeli gólját a Brighton elleni 2–1-re elvesztett találkozón, majd a következő fordulóban a Watford ellen előbb gólpasszt, majd gólt szerzett a 3–0-s mérkőzésen. Aubameyang megőrizte remek formáját ugyanis duplázni tudott első alkalommal a Stoke City elleni 3–0-s győztes mérkőzésen, melyen az első-két gólt szerezte (amely közül az egyik 11-esből született, és ez volt az első büntetőből szerzett gólja a klubban). Ő lett az első játékok aki 6 mérkőzésen 5 gólt jegyzett a klub színeiben.

Május 6-án újabb két gólt jegyzett a Burnley elleni 5–0-s mérkőzésen, amelyen az első, és az utolsó gólt jegyezte, a negyedik gólnál pedig asszisztot készített elő Alex Iwobinak. A szezon zárófordulójában a Huddersfield Town ellen ismét eredményes volt. Aubameyang a 13 Premier League mérkőzéseken tíz góllal és négy gólpasszal zárta, ezzel a klub házi gólkirálya lett.

#### 2018–19-es szezon
Szeptember 2-án szerezte első gólját ebben az idényben, a bajnokság 4. forduljában a Cardiff City ellen.
Szeptember 20-án debütált a klub színeiben az Európa Ligában az ukrán FK Vorszkla Poltava ellen 4–2-s hazai mérkőzésen, amelyen két góllal lett eredményes.

### FC Barcelona
2022. január 31-én szerződtették a katalánok, 2025 nyaráig. A csapat közleményében az áll, a szerződés alapján a következő idény végén opciós joga lesz közös megegyezéssel távozni. A támadó kivásárlási ára 100 millió euró.
Február 6-án mutatkozott be az együttesben, a bajnokság; 2021/22-es idény – 23. fordulójában az Atlético Madrid elleni 4–2-s hazai mérkőzésen. Csereként a 61. percben Adama Traorét váltotta. Február 17-én nemzetközi porondon is bemutatkozott a csapat színeiben az Európa Liga kieséses szakaszában az SSC Napoli elleni 1–1-s mérkőzésen. Érdekesség, hogy ezen a találkozón lépett pályára első alkalommal kezdőként az együttesben. Február 20-án szerezte első gólját a Valencia CF elleni 1–4-s idegenbeli bajnokin, melyen mesterhármast szerzett. Négy nappal később folytatta remek teljesítményét az Európa Ligában, ahol az SSC Napoli ellen az 59. percben szerezte meg csapata utolsó gólját a 2–4-s idegenbeli mérkőzésen.
Február 27-én a bajnokság 26. fordulójában a Athletic Bilbao, és két héttel később a CA Osasuna ellen is gólt szerzett.
Március 17-én a Galatasaray SK elleni 2–1-re nyert idegenbeli Európa Liga mérkőzésen ismét gólt jegyzett, ezáltal bejutottak a negyeddöntőbe.
Három nappal később az első El Clásico mérkőzésén két gólt, és egy gólpasszal volt eredményes a Real Madrid elleni 4–0-ra nyert idegenbeli bajnokin.
Április 10-én az Levante UD, és két fordulóval később a Real Sociedad ellen is eredményes volt.

### Chelsea
2022. szeptember 1-jén megállapodtak a Barcelonával, és kétéves szerződést kötöttek Aubameyanggal.
Öt nap múlva debütált a Dinamo Zagreb elleni 1–0-s idegenbeli mérkőzésen a Bajnokok Ligája csoportkörében.

### Marseille
2023. július 21-én szerezte meg játékjogát ingyen a francia klub.

### Al-Kvadszija
2024. július 18-án kétéves szerződést kötött a szaúdi al-Kvadszija csapatával. 2025. július 17-én távozott a klubtól.

### Ismét Marseille
2025. július 31-én az Olympique Marseille szerződtette.

## Sikerei, díjai

### Klubcsapatban
Saint-Étienne
- Francia ligakupa: 2012-13

Borussia Dortmund
- Német szuperkupa: 2013, 2014
- Német kupa: 2016–17

#### Arsenal
- Angol kupagyőztes: 2019-2020
- Angol szuperkupa: 2020
- Egyéni
- Premier league aranycipő

## Statisztika

### Klub
2022. szeptember 10-i állapot szerint.
| Klub              | Szezon         | Bajnokság      | Bajnokság | Bajnokság | Kupa  | Kupa  | Ligakupa | Ligakupa | Európai | Európai | Egyéb | Egyéb | Összes | Összes |
| Klub              | Szezon         | Liga           | Mérk.     | Gólok     | Mérk. | Gólok | Mérk.    | Gólok    | Mérk.   | Gólok   | Mérk. | Gólok | Mérk.  | Gólok  |
| ----------------- | -------------- | -------------- | --------- | --------- | ----- | ----- | -------- | -------- | ------- | ------- | ----- | ----- | ------ | ------ |
| Dijon (kölcsön)   | 2008–09        | Ligue 2        | 34        | 8         | 4     | 2     | 1        | 0        | —       | —       | —     | —     | 39     | 10     |
| Dijon (kölcsön)   | Összesen       | Összesen       | 34        | 8         | 4     | 2     | 1        | 0        | —       | —       | —     | —     | 39     | 10     |
| Lille (kölcsön)   | 2009–10        | Ligue 1        | 14        | 2         | 0     | 0     | 1        | 0        | 9       | 0       | —     | —     | 24     | 2      |
| Lille (kölcsön)   | Összesen       | Összesen       | 14        | 2         | 0     | 0     | 1        | 0        | 9       | 0       | —     | —     | 24     | 2      |
| Monaco (kölcsön)  | 2010–11        | Ligue 1        | 19        | 2         | 1     | 0     | 3        | 0        | —       | —       | —     | —     | 23     | 2      |
| Monaco (kölcsön)  | Összesen       | Összesen       | 19        | 2         | 1     | 0     | 3        | 0        | —       | —       | —     | —     | 23     | 2      |
| Saint-Étienne     | 2010–11        | Ligue 1        | 14        | 2         | —     | —     | —        | —        | —       | —       | —     | —     | 14     | 2      |
| Saint-Étienne     | 2011–12        | Ligue 1        | 36        | 16        | 0     | 0     | 2        | 2        | —       | —       | —     | —     | 38     | 18     |
| Saint-Étienne     | 2012–13        | Ligue 1        | 37        | 19        | 4     | 2     | 4        | 0        | —       | —       | —     | —     | 45     | 21     |
| Saint-Étienne     | Összesen       | Összesen       | 87        | 37        | 4     | 2     | 6        | 2        | —       | —       | —     | —     | 97     | 41     |
| Borussia Dortmund | 2013–14        | Bundesliga     | 32        | 13        | 6     | 2     | —        | —        | 9       | 1       | 1     | 0     | 48     | 16     |
| Borussia Dortmund | 2014–15        | Bundesliga     | 33        | 16        | 4     | 5     | —        | —        | 8       | 3       | 1     | 1     | 46     | 25     |
| Borussia Dortmund | 2015–16        | Bundesliga     | 31        | 25        | 4     | 3     | —        | —        | 14      | 11      | —     | —     | 49     | 39     |
| Borussia Dortmund | 2016–17        | Bundesliga     | 32        | 31        | 4     | 2     | —        | —        | 9       | 7       | 1     | 0     | 46     | 40     |
| Borussia Dortmund | 2017–18        | Bundesliga     | 16        | 13        | 1     | 3     | —        | —        | 6       | 4       | 1     | 1     | 24     | 21     |
| Borussia Dortmund | Összesen       | Összesen       | 144       | 98        | 19    | 15    | —        | —        | 46      | 26      | 4     | 2     | 213    | 141    |
| Arsenal           | 2017–18        | Premier League | 13        | 10        | —     | —     | 1        | 0        | —       | —       | —     | —     | 14     | 10     |
| Arsenal           | 2018–19        | Premier League | 36        | 22        | 1     | 1     | 2        | 0        | 12      | 8       | —     | —     | 51     | 31     |
| Arsenal           | 2019–20        | Premier League | 36        | 22        | 2     | 4     | 0        | 0        | 6       | 3       | —     | —     | 44     | 29     |
| Arsenal           | 2020–21        | Premier League | 29        | 10        | 1     | 1     | 0        | 0        | 8       | 3       | 1     | 1     | 39     | 15     |
| Arsenal           | 2021/22        | Premier League | 14        | 4         | 0     | 0     | 1        | 3        | —       | —       | —     | —     | 15     | 7      |
| Arsenal           | Összesen       | Összesen       | 128       | 68        | 4     | 6     | 4        | 3        | 26      | 14      | 1     | 1     | 163    | 92     |
| Barcelona         | 2021/22        | La Liga        | 17        | 11        | 0     | 0     | —        | —        | 6       | 2       | 0     | 0     | 23     | 13     |
| Barcelona         | 2022/23        | La Liga        | 1         | 0         | —     | —     | —        | —        | —       | —       | —     | —     | 1      | 0      |
| Barcelona         | Összesen       | Összesen       | 18        | 11        | 0     | 0     | —        | —        | 6       | 2       | 0     | 0     | 24     | 13     |
| Chelsea           | 2022/23        | Premier League | 15        | 1         | —     | —     | 0        | 0        | 6       | 2       | —     | —     | 21     | 3      |
| Chelsea           | Összesen       | Összesen       | 15        | 1         | 0     | 0     | 0        | 0        | 6       | 2       | 0     | 0     | 21     | 1      |
| Teljes karrier    | Teljes karrier | Teljes karrier | 459       | 227       | 32    | 25    | 15       | 5        | 93      | 44      | 5     | 3     | 600    | 304    |

1. 1 2 3  Pályára lépések az Európa-ligában
2. 1 2 3 4 5  Pályára lépések a Bajnokok ligájában
3. 1 2 3 4  Pályára lépések a Német szuperkupában

1. ↑  Mérkőzése(i) az Európa Ligában

### A válogatottban
Legutóbb 2022. szeptember 02-én lett frissítve.
| Gabon    | Gabon | Gabon |
| Évek     | Mérk. | Gólok |
| -------- | ----- | ----- |
| 2009     | 7     | 2     |
| 2010     | 10    | 3     |
| 2011     | 5     | 0     |
| 2012     | 8     | 4     |
| 2013     | 4     | 3     |
| 2014     | 4     | 2     |
| 2015     | 10    | 5     |
| 2016     | 4     | 2     |
| 2017     | 4     | 2     |
| 2018     | 2     | 1     |
| 2019     | 5     | 1     |
| 2020     | 2     | 1     |
| 2021     | 6     | 3     |
| 2022     | 1     | 1     |
| Összesen | 72    | 30    |

### Góljai a válogatottban
Legutóbb 2018. szeptember 8-án frissítve.
| #   | Dátum               | Helyszín                                      | Ellenfél      | Góljai | Végeredmény | Kiírás                                                        |
| --- | ------------------- | --------------------------------------------- | ------------- | ------ | ----------- | ------------------------------------------------------------- |
| 1.  | 2009. március 28.   | Stade Mohamed V, Casablanca, Marokkó          | Marokkó       | 1–0    | 2–1         | 2010-es vb-selejtező                                          |
| 2.  | 2009. augusztus 11. | Stade de l'Amitie, Cotonou, Benin             | Benin         | 1–0    | 1–1         | Barátságos mérkőzés                                           |
| 3.  | 2010. május 19.     | Stade François Coty, Ajaccio, Franciaország   | Togo          | 2–0    | 3–0         | Barátságos mérkőzés                                           |
| 4.  | 2010. augusztus 11. | Stade 5 Juillet 1962, Algír, Algéria          | Algéria       | 2–0    | 2–1         | Barátságos mérkőzés                                           |
| 5.  | 2010. november 17.  | Stade Michel Hidalgo, Sannois, Franciaország  | Szenegál      | 1–2    | 1–2         | Barátságos mérkőzés                                           |
| 6.  | 2012. január 23.    | Stade d'Angondjé, Libreville, Gabon           | Niger         | 1–0    | 2–0         | 2012-es afrikai nemzetek kupája                               |
| 7.  | 2012. január 27.    | Stade d'Angondjé, Libreville, Gabon           | Marokkó       | 1–1    | 3–2         | 2012-es afrikai nemzetek kupája                               |
| 8.  | 2012. január 31.    | Stade de Franceville, Franceville, Gabon      | Tunézia       | 1–0    | 1–0         | 2012-es afrikai nemzetek kupája                               |
| 9.  | 2012. október 14.   | Stade d'Angondjé, Libreville, Gabon           | Togo          | 1–2    | 1–2         | 2013-as afrikai nemzetek kupája (selejtező)                   |
| 10. | 2013. június 15.    | Stade de Franceville, Franceville, Gabon      | Niger         | 1–1    | 4–1         | 2014-es labdarúgó-világbajnokság-selejtező (CAF – 2. forduló) |
| 11. | 2013. június 15.    | Stade de Franceville, Franceville, Gabon      | Niger         | 2–1    | 4–1         | 2014-es labdarúgó-világbajnokság-selejtező (CAF – 2. forduló) |
| 12. | 2013. június 15.    | Stade de Franceville, Franceville, Gabon      | Niger         | 4–1    | 4–1         | 2014-es labdarúgó-világbajnokság-selejtező (CAF – 2. forduló) |
| 13. | 2014. október 11.   | Stade d'Angondjé, Libreville, Gabon           | Burkina Faso  | 1–0    | 2–0         | 2015-ös afrikai nemzetek kupája (selejtező)                   |
| 14. | 2014. október 11.   | Stade d'Angondjé, Libreville, Gabon           | Burkina Faso  | 2–0    | 2–0         | 2015-ös afrikai nemzetek kupája (selejtező)                   |
| 15. | 2015. január 17.    | Estadio de Bata, Bata                         | Burkina Faso  | 1–0    | 2–0         | 2015-ös afrikai nemzetek kupája (A csoport)                   |
| 16. | 2015. március 25.   | Stade Pierre Brisson, Beauvais, Franciaország | Mali          | 2–2    | 4–3         | Barátságos mérkőzés                                           |
| 17. | 2015. március 25.   | Stade Pierre Brisson, Beauvais, Franciaország | Mali          | 3–2    | 4–3         | Barátságos mérkőzés                                           |
| 18. | 2015. szeptember 5. | Stade d'Angondjé, Libreville, Gabon           | Szudán        | 4–0    | 4–0         | Barátságos mérkőzés                                           |
| 19. | 2015. október 9.    | Stade Olympique de Radès, Tunézia             | Tunézia       | 1–1    | 3–3         | Barátságos mérkőzés                                           |
| 20. | 2016. március 25.   | Stade de Franceville, Franceville, Gabon      | Sierra Leone  | 1–0    | 2–1         | Barátságos mérkőzés                                           |
| 21. | 2016. szeptember 2. | Kartúm Stadion, Kartúm, Szudán                | Szudán        | 1–1    | 2–1         | Barátságos mérkőzés                                           |
| 22. | 2017. január 14.    | Stade d'Angondjé, Libreville, Gabon           | Bissau-Guinea | 1–0    | 1–1         | 2017-es afrikai nemzetek kupája                               |
| 23. | 2017. január 18.    | Stade d'Angondjé, Libreville, Gabon           | Burkina Faso  | 1–1    | 1–1         | 2017-es afrikai nemzetek kupája                               |
| 24. | 2018. szeptember 8. | Stade d'Angondjé, Libreville, Gabon           | Burundi       | 1–1    | 1–1         | 2019-es afrikai nemzetek kupája (selejtező)                   |

## Érdekességek
- Aubameyang apja Pierre Aubameyang is válogatott labdarúgó volt, van két testvére is Catilina Aubameyang és Willy Aubameyang.
- Aubameyang góljait gyakran egy előre szaltóval ünnepli, illetve mivel nagy Pókember rajongó, így előfordul, hogy felvesz egy pókember maszkot, és a kezeivel hálószövést imitál.
- 2013. július 17-én 1,2 millió fontért vett egy kastélyt Németországban.